# 岩尾聡士
岩尾 聡士（いわお さとし）は、日本の医師、経済学者、元ボクサー。名古屋大学特任教授、藤田保健衛生大学教授。専門は老年学、疫学、在宅医療、医療経済学。CBM(Community Based Medicine) ヘルスケアイノベーションIWAOモデルを提唱。北九州市出身。老年学の第一人者。

## 来歴
名古屋大学医学部在籍中に、アマチュアボクシングにて国体、全日本選手権等主要な国内大会に選手として出場。
医師免許取得・博士号取得後、2007年に中京大学にてMBA取得。
在宅医療・介護を進めていくモデルケースとしてのCBMヘルスケアイノベーションIWAOモデルを提唱し、その場としての長寿包括ケアクリニックを2015年に開所した。
日本オリンピック委員会強化スタッフ、日本医師会認定スポーツドクター、日本体育協会認定スポーツドクター、OVTAメンタルアドバイザー経験を持つ。
新ヘルスケア産業フォーラム事務局長、常任理事。

## 略歴
- 1992年3月、名古屋大学医学部医学科を卒業、医師免許取得。
- 1996年3月、名古屋大学医学部大学院博士課程満了。
- 1996年4月、国立長寿医療研究センター疫学研究部流動研究員。
- 1997年5月、米国国立老化研究所（NIA）客員研究員。
- 1999年4月、日本学術振興会海外特別研究員。
- 2001年4月、愛知医科大学医学部加齢医学研究所講師、同衛生学講座 講師。
- 2001年4月、日本オリンピック委員会強化スタッフスポーツドクター、日本オリンピック委員会強化スタッフスポーツトレーナー。
- 2003年4月、愛知医科大学医学部ヘルスプロモーション講座講師。
- 2004年4月、厚生労働省ヘルスアップモデル事業（国保坂下病院）指導医。
- 2006年4月、中京大学ビジネスイノベーション学科入学。
- 2008年4月、愛知医療学院短期大学リハビリテーション学科教授。
- 2009年6月、名古屋大学大学院経済学研究科社会福祉経済学（アイカ工業）寄附講座教授。
- 2013年10月、名古屋大学大学院経済学研究科社会福祉経済学（アイカ工業）寄附講座特任教授。
- 2013年10月、藤田保健衛生大学地域老年科教授。
- 2015年4月、藤田保健衛生大学長寿包括ケアクリニック所長。